# Barbie : Agents secrets
Série Barbie
Barbie et ses sœurs : La Grande Aventure des chiots
(2015) Barbie : Aventure dans les étoiles
(2016)
Pour plus de détails, voir Fiche technique et Distribution.
Barbie : Agents secrets (Barbie: Spy Squad) est le 32e long-métrage d'animation qui met en scène le personnage de Barbie. Le film est sorti le 1er mars 2016 et a été réalisé par Conrad Helten.

## Synopsis
Barbie et ses deux meilleures amies, Teresa et Renée, font partie d’un club de gymnastique. Après leur répétition pour une compétition, elles sont approchées par la Tante Zoé de Renée, qui n’est nulle autre que l’Agent Z, chef d’une agence de renseignements. Elles sont engagées pour empêcher une voleuse aux talents impressionnants en gymnastique de dérober toutes les pierres précieuses, qui mises ensemble forment une arme capable de détruire la planète. Les trois filles suivent un entrainement poussé donné par l’Agent Dunbar et se voient offrir les gadgets très inventifs du jeune Lazlo, ainsi qu’un robot-chien à intelligence artificielle du nom de Percy. Mais elles ne sont que des débutantes et elles devront faire face à leurs angoisses pour être à la hauteur de leur mission. Mais Barbie et ses ami perde la cambrioleuse une 3ème fois. Décus Tante Zoé leurs dit qu'elle ne travaille plus pour l'agence. Barbie, Renée est Teresa découvre que la cambrioleuse et Patricia admiré par Barbie. Elles arrivent à arrêter l'agent Dunbar qui ordonne à Patricia de volé les pierres et Barbie réussie un saut incroyable au concours avec ses amis.

## Fiche technique
- Titre original : Barbie: Spy Squad
- Titre français : Barbie : Agents secrets
- Réalisation : Conrad Helten
- Scénario : Marsha Griffin et Kacey Arnold
- Direction artistique : Patricia Atchison
- Musique : Gabriel Mann et Rebecca Kneubuhl
- Production : Margaret M. Dean et Shareena Carlson ; Julia Pistor et David Voss (exécutifs)
- Société de production : Mattel Playground Productions, Rainmaker Entertainment
- Société de distribution : Universal Studios Home Entertainment
- Pays : États-Unis
- langue d'origine : anglais
- Format : couleur - son stéréo
- Genre : film d'animation
- Durée : 75 minutes
- Dates de sortie : 
  - États-Unis : 1er mars 2016  (DVD) [3]
  - France : 1er mars 2016 (DVD)[4]

Sources : Générique du DVD, IMDb

## Distribution
| - Erica Lindbeck : Barbie - Stephanie Sheh : Renée - Jenny Pellicer : Teresa - Alyssya Swales : Chelsea - Elizabeth Irving : Mila, l’amie de Chelsea - Brian Dobson : Agent Dunbar/Annonceur - Rebecca Husain : Patricia - Cathy Weseluck : Tante Zoé - Ian Hanlin : Lazlo - Jonathon Holmes : Percy, le robot-chien - Kathleen Barr : Violet, le robot-chat/Alarme | - Helena Coppejans : Barbie - Julie Basecqz : Renée - Mélissa Windal : Teresa - Marie Dubled : Chelsea - Shérine Seyad : Mila - Nicolas Mattys : Agent Dunbar - Audrey D’Hulstère : Patricia - Carole Trévoux : Tante Zoé - Maxime Donnay : Lazlo - Sébastien Hébrant : Percy - Claire Tefnin : Violet |

Sources : Générique du DVD

## Chansons du film
La bande originale du film Barbie Spy Squad (Original Motion Picture Soundtrack) est disponible en album : 
| No | Titre              | Interprète(s)                            | Durée |
| -- | ------------------ | ---------------------------------------- | ----- |
| 1. | Strength in Number | Fiora Cutler, Tarra Layne & Kelli Wakili | 2:54  |
| 2. | Silver Lining      | Jordyn Kane                              | 2:51  |
| 3. | Champions          | Rachel Bearer                            | 3:51  |
| 4. | All We Got         | Rachel Bearer                            | 2:23  |

## Autour du film
Créée en 1959, la Poupée Barbie est à l'origine de nombreux produits dérivés. Elle a également inspiré plusieurs films d’animation. Barbie Agent Secret est sorti la même année que Barbie : Aventure dans les étoiles  et Barbie et ses sœurs : À la recherche des chiots.
Dans ce film, on trouve des références au film Barbie en super princesse au moment où les filles essayent différents déguisements.
C’est le premier film depuis 2009 dans lequel Barbie n’est plus doublée par la comédienne française Noémie Orphelin mais par la comédienne belge Helena Coppejans. Dans la version originale Kelly Sheridan qui prêtait à nouveau sa voix à Barbie depuis 2010, est remplacée par Erica Lindbeck.